# セイラーズクリークの戦い
セイラーズクリークの戦い（セイラーズクリークのたたかい、英:Battle of Sayler's Creek、またはヒルズマン農園の戦い、英:Battle of Hillsman Farm、またはロケット農園の戦い、英:Battle of Lockett Farm）は、南北戦争の最終盤1865年4月6日にアポマトックス方面作戦の一部としてバージニア州ピーターズバーグの南西、アメリア郡、プリンスエドワード郡およびノットウェイ郡で行われた戦いである。

## 背景
北軍ユリシーズ・グラント中将がピーターズバーグの包囲戦で南軍の防御線を破った後、南軍ロバート・E・リー将軍の北バージニア軍はノースカロライナ州にいるジョセフ・ジョンストン軍との合流を期待して撤退を始めた。北軍の追撃軍を率いたフィリップ・シェリダン少将は4月1日のファイブフォークスの戦いで南軍を破った後は、その騎兵の機動力を生かし、西にリー軍を追って競走のような形になっていた。4月2日の夜にピーターズバーグを明け渡したリー軍は食糧の調達もままならず、その行軍は遅れ気味になっていた。

## 戦闘
4月6日、撤退中の南軍の4分の1近くがセイラーズクリークで、シェリダンの騎兵隊と第2軍団および第6軍団の部隊に遮られた。南軍の2個師団がクリーク沿いで第6軍団と戦った。南軍が攻撃したが撃退され、ヒルズマン農園に据えられた北軍の大砲がこの撃退に重要な役割を果たした。その後直ぐに北軍の騎兵隊が南軍前線の右手を突破した。南軍兵の大半7,700名が降伏し、その中にはリチャード・イーウェル、セス・M・バートン、ジェイムズ・P・シムズ、メリウェザー・ルイス・クラーク・シニア、ジョセフ・B・カーショー、ジョージ・ワシントン・カスティス・リー（ロバート・E・リーの息子）、ダドリー・M・デュ・ボーズ、エッパ・ハントンおよびモンゴメリー・D・コース等の将軍が含まれていた。またこの戦闘には南軍海軍中佐ジョン・ランドルフ・タッカーとその戦隊（300名ないし400名）も参戦し、水兵達はセイラーズクリークで戦った。さらに北軍の第2軍団は、道を誤っていた南軍ジョン・B・ゴードンの部隊も撃退した。

## 戦闘の後
リーは多くの生存兵が道に溢れるように過ぎるのを見て、ウィリアム・マホーン少将の前で「おお神よ、軍隊は分解してしまったのか？」と叫ぶと、マホーンが「いいえ将軍、ここにはその任務を果たす用意のある兵士達がいる」と答えた。リーは兵士達の任務への忠実さに感動し、マホーンに「そうだ、まだ誠実な兵士が残っている。...これらの兵士を戻るようにしてくれないか？」と告げた。

## 戦闘の名称
アメリカ合衆国国立公園局とバージニア州は、この戦闘に最近の名称である「セイラーズクリーク」を用いているが、歴史ある名称は「セイラーズ」であり、恐らくは地元の土地所有者の名前から来ている。南北戦争に関する多くの著名歴史家達（ジェイムズ・M・マクファーソン、シェルビー・フット、ブルース・キャットン、ダグラス・サウスオール・フリーマン等）は歴史的名称を使っている。1900年代初期に出版された新国際百科事典ではこの戦闘を「セイラーズクリーク」としている。
セイラーズクリーク戦場跡は1985年に国立歴史史跡に指定された。